# ويليام فينتر (كاتب)
ويليام فينتر (بالإنجليزية: William Winter)‏ هو كاتب سير وكاتب أمريكي، ولد في 15 يوليو 1836، وتوفي في 30 يونيو 1917.

## وصلات خارجية
- ويليام فينتر على موقع ميوزك برينز (الإنجليزية)
- ويليام فينتر على موقع قاعدة بيانات برودواي على الإنترنت (الإنجليزية)